# Rugby 7 en los Juegos de la Mancomunidad de 2022
El rugby 7 en los Juegos de la Mancomunidad de 2022 se realizó en el Coventry Building Society Arena del 29 al 31 de julio de 2022.
Se disputaron en este deporte dos torneos diferentes, el masculino y el femenino.

## Clasificación

### Torneo masculino
| Competición                      | Plazas | Equipos clasificados                                                    |
| -------------------------------- | ------ | ----------------------------------------------------------------------- |
| País anfitrión                   | 1      | Inglaterra                                                              |
| Serie Mundial                    | 9      | Nueva Zelanda Sudáfrica Fiyi Australia Canadá Escocia Kenia Samoa Gales |
| Oceania Sevens 2019              | 1      | Tonga                                                                   |
| Asian Sevens Series 2021         | 2      | Sri Lanka Malasia                                                       |
| Africa Cup Sevens 2022           | 2      | Uganda Zambia                                                           |
| Rugby Americas North Sevens 2022 | 1      | Jamaica                                                                 |

### Medallero
| Evento | Oro       | Plata | Bronce        |
| ------ | --------- | ----- | ------------- |
|        | Sudáfrica | Fiyi  | Nueva Zelanda |

### Torneo femenino
| Competición           | Plazas | Equipos clasificados           |
| --------------------- | ------ | ------------------------------ |
| País anfitrión        | 1      | Inglaterra                     |
| Serie Mundial         | 3      | Australia Nueva Zelanda Canadá |
| Campeonato de Oceanía | 1      | Fiyi                           |
| Campeonato Europeo    | 1      | Escocia                        |
| Campeonato Asiático   | 1      | Sri Lanka                      |
| Campeonato Africano   | 1      | Sudáfrica                      |

### Medallero
| Evento | Oro       | Plata | Bronce        |
| ------ | --------- | ----- | ------------- |
|        | Australia | Fiyi  | Nueva Zelanda |